# Exomalopsis fernandoi
Exomalopsis fernandoi är en biart som beskrevs av Jesus Santiago Moure 1989. Exomalopsis fernandoi ingår i släktet Exomalopsis och familjen långtungebin. Inga underarter finns listade i Catalogue of Life.